# Michel Lanne
Pour les articles homonymes, voir Lanne (homonymie).
Michel Lanne est un athlète français né le 26 octobre 1984 à Tarbes. Spécialiste de l'ultra-trail, il a notamment remporté le marathon du Mont-Blanc en 2013, la CCC en 2016 et la TDS en 2017. Il est également sauveteur en montagne au sein du PGHM.

## Résultats
| no  | masculin           | Course                            | Longueur | Départ          | Temps            |
| --- | ------------------ | --------------------------------- | -------- | --------------- | ---------------- |
| 1er | Médaille d'or      | Marathon du Mont-Blanc            | 80 km    | 28 juin 2013    | 09 h 45 min 57 s |
| 3e  | Médaille de bronze | Festival des Templiers            | 73 km    | 27 octobre 2013 | 06 h 48 min 34 s |
| 1er | Médaille d'or      | CCC                               | 101 km   | 26 août 2016    | 12 h 10 min 04 s |
| 3e  | Médaille de bronze | Hamperokken SkyRace               | 57 km    | 5 août 2017     | 7 h 27 min 26 s  |
| 1er | Médaille d'or      | Sur les Traces des Ducs de Savoie | 119 km   | 30 août 2017    | 14 h 33 min 09 s |